# Record du Maroc de natation messieurs du 4 × 200 mètres nage libre
Cet article présente l'évolution du record du Maroc de natation messieurs du 4 × 200 mètres nage libre.

## Bassin de 50 mètres
| Temps         | Laps          | Athlète           | Naissance | Âge | Club   | Compétition | Lieu       | Date              |
| ------------- | ------------- | ----------------- | --------- | --- | ------ | ----------- | ---------- | ----------------- |
| 7 min 58 s 21 |               |                   |           |     |        |             | Casablanca | 2 mai 2004        |
|               |               | Adil Bellaz       | 1981      | 23  | USCM   |             |            |                   |
|               |               | Slimane Lakhlifia | 1986      | 18  | WAC    |             |            |                   |
|               |               | Othmane El Ghnimi | 1982      | 22  |        |             |            |                   |
|               |               | Youssef Hafdi     | 1986      | 18  |        |             |            |                   |
| 7 min 55 s 24 |               |                   |           |     |        |             | Casablanca | 15 septembre 2010 |
|               | 1 min 59 s 01 | Mehdi El Hazzaz   | 1991      | 19  | WAC    |             |            |                   |
|               | 2 min 02 s 36 | Issam Zeraidi     | 1992      | 18  | AS FAR |             |            |                   |
|               | 1 min 58 s 40 | Amine Kouame      | 1986      | 24  | US Fès |             |            |                   |
|               | 1 min 55 s 47 | Morad Berrada     | 1991      | 19  | WAC    |             |            |                   |